# Gerard Radnitzky
Gerard Alfred Karl Norbert Maria Hans Radnitzky (ur. 2 lipca 1921 w Znojmo, Kraj południowomorawski, Czechosłowacja; zm. 11 marca 2006 w Korlingen) – niemiecko-szwedzki profesor filozofii nauki.

## Życiorys
W Znajomo Radnitzky ukończył gimnazjum. W czasie II wojny światowej był pilotem samolotów myśliwskich (w tym pierwszego samolotu myśliwskiego o napędzie odrzutowym Messerschmitt Me 262). Pod koniec wojny przeniósł się do Szwecji, gdzie uzyskał obywatelstwo i spędził większość życia. Zaczął studia z psychologii i statystyki, ale ich nie ukończył. Przeniósł się na filozofię i ukończył studia na Uniwersytecie w Sztokholmie z tytułem kandidatexamen (licencjat). Następnie otrzymał tytuł licentiatexamen (doktor) z filozofii i docent (habilitacja) z filozofii nauki na Uniwersytecie w Göteborgu.
Radnitzky był profesorem filozofii nauki na Ruhr-Universität Bochum oraz na Uniwersytecie w Trewirze. Był także członkiem Stowarzyszenia Mont Pelerin. Wśród jego intelektualnych współpracowników byli m.in. laureat Nagrody Nobla, ekonomista Friedrich Hayek oraz filozof nauki Karl Popper. Deutsche Gesellschaft für Humanes Sterben (Niemieckie Towarzystwo Umierania z Godnością) podarowało mu nagrodę im. Arthura Koestlera w 2004 r. Odebrał także nagrodę im. Adama Smitha od duńskiego think tanku Libertas Society w 2002 r.
Radnitzky był zastępca redaktora naczelnego Aufklärung und Kritik. Publikował tam oraz w innych czasopismach: m.in. libertariańskim miesięczniku eigentümlich frei i konserwatywnym tygodniku Junge Freiheit.

## Twórczość
- An Economic Theory of the Rise of Civilization and its Policy Implications: Hayek's Account Generalized. In: ORDO - Jahrbuch für die Ordnung von Wirtschaft und Gesellschaft. Bd. 38, 1987, S. 47–90.
- Hrsg. mit Helmut Seiffert: Handlexikon zur Wissenschaftstheorie. Herausgegeben von Helmut Seiffert und Gerard Radnitzky. Ehrenwirth, München 1989, ISBN 3-431-02616-8.
- Mit Philipp Egert: Eine wirkliche Geschichtslüge: FDR und Pearl Harbor. In: eigentümlich frei. Nr. 17, September 2001, S. 29–31 (PDF-Datei; 71 kB).
- Das verdammte 20. Jahrhundert. Erinnerungen und Reflexionen eines politisch Unkorrekten. Olms, Hildesheim 2006, ISBN 3-487-08460-0.